# Stal narzędziowa stopowa
Stal narzędziowa stopowa – stal do wyrobu narzędzi zawierająca w swoim składzie dodatek różnych pierwiastków stopowych. Zawartość każdego wynosi ponad 1%, a mogą nimi być wolfram, chrom, wanad, kobalt, molibden i inne.
Ze stali stopowych produkuje się klucze, wiertła, noże, wykrojniki, stemple itp.
Wyróżnia się następujące rodzaje stali narzędziowa stopowej:
- stal narzędziowa stopowa do pracy na zimno
- stal narzędziowa stopowa do pracy na gorąco
- stal szybkotnąca.